# Almanach de Gotha

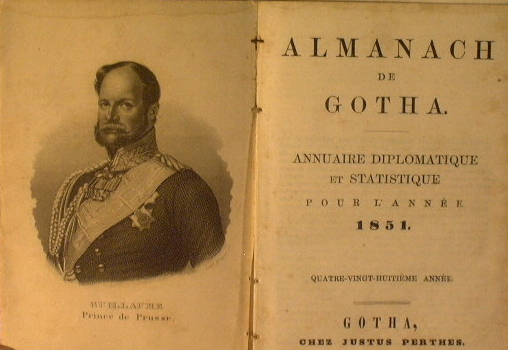
Editie uit 1851

De Almanach de Gotha, een uitgave in de reeks die "Gothaischer Genealogischer Hofkalender of Gothaisches Genealogisches Taschenbuch" heet, is een almanak van adellijke geslachten die voor het eerst verscheen in 1763. Het boekwerkje werd toen uitgegeven aan het hof van hertog Frederik III van Saksen-Gotha-Altenburg, waar ook de stad Gotha toebehoorde. Tot 1944 verscheen de almanak ieder jaar in een nieuwe bijgewerkte en geactualiseerde uitgave. Tot dat jaar verscheen de Almanak in het Frans. 
De almanak bestond uit twee delen. Als eerste een groot overzicht, de zogenaamde "État actuel", van de Europese koningshuizen en gemediatiseerde families van het Heilige Roomse Rijk der Duitse Natie. Ook voormalige vorstenhuizen, prinselijke families en hertogelijke families kregen in een speciale afdeling van deze almanak een plaats.
Hierna volgde een tweede deel, de zogenaamde "Annuaire Diplomatique", met daarin van ieder land een lijst van ministers, andere hoogwaardigheidsbekleders, het corps diplomatique en verschillende statistische gegevens.
Toen het Sovjetleger in 1945 de stad Gotha binnentrok, werden alle archieven van de Gotha vernietigd, zodat eventuele leden van Huis Romanov geen aanspraak op de troon konden maken. Na 1945 is de almanak niet meer verschenen tot 1998. Vanaf dat jaar werden 6 delen van de Gotha tot 2004 in Londen uitgegeven. De nieuwe editie verscheen in de Engelse taal. De uitgebreide statistieken over landen, de kalenders en posttarieven, zijn nu weggelaten.
Het gezag van de Gotha was zo groot dat men de redactie wel als de arbiter van alle kwesties en geschillen over koninklijke namen, adel, adeldom en titels zag. De redactie volgde daarbij de uitspraken van de gerechtshoven en de herauten en andere met het oordeel over het adelsrecht belaste organen. Ook nadat in Duitsland de republiek werd uitgeroepen en de Duitse wet de adellijke titels en predicaten deel van de familienaam maakten werden door de Pruisische herauten ("Preußische Heroldsamt": 1918-1920), de beoordelingscommissie voor adel ("Adelsprüfungsausschuß": 1920-1926), de erebond ("Ehrenschutzbund": 1926-1934), het racistische maar desondanks door de nationaalsocialisten verboden zelfbenoemde "Adelsgerichtshof" (1934-1936) en de "Abteilung für adelsrechtliche Fragen" (1937-1945), een werkgroep van de Duitse Adelsbond, beslissingen genomen over het recht om een naam, wapen of titel te dragen. Deze beslissingen hadden geen juridische status maar werden door de Almanach gevolgd. 
De almanak bevatte adressen, functies, titels en onderscheidingen van duizenden leden van de hoge adel (bloed- en zwaardadel). Deze groep mensen wordt daarom ook wel als de Gotha aangeduid in zinnen als: "De hele Gotha kwam bijeen op de begrafenis van prinses..." 
Nadat al eerder niet-regerende prinselijke huizen in de Almanak hun plaats kregen, groeide de wens om ook lagere adel zijn plekje in de Gotha te gunnen. Om aan deze wens te voldoen werden in de loop van de tijd nog vier series gestart:
- Gothaisches genealogisches Taschenbuch der gräflichen Häuser(1825–1941)
- Gothaisches genealogisches Taschenbuch der freiherrlichen Häuser (1848–1942)
- Gothaisches genealogisches Taschenbuch der uradeligen häuser der in Deutschland eingeborene Adel (1900–1919)
- Gothaisches genealogisches Taschenbuch der briefadeligen Häuser (1907–1919).

Deze series verschenen in de Duitse taal en de publicatie stopte ook in 1942.
De methodiek van de Almanach de Gotha werd ook gebruikt voor de Weimarer historisch-genealoges Taschenbuch des gesamten Adels jehudäischen Ursprunges, een naslagwerk dat door de uitgever "semi-Gothaïsch" werd genoemd.
Sinds 2022 geeft de Italiaanse uitgever Ettore Gallelli het tijdschrift Calendario di Gotha in het Italiaans uit.

## Een nieuwe Almanach de Gotha
Tussen 1998 en 2004 verschenen zes delen in Londen van een nieuwe almanak met de oude naam. Deze werd niet door iedereen met instemming begroet. Het tijdschrift The Economist viel over de vele fouten in het gebruikte Engels. De redacteur merkte verder ook op dat er maar zeven van de vierentwintig Britse hertogen in de almanak werden vermeld. Na acht jaar verscheen in 2012 opnieuw een editie van het eerste deel dat alle (voormalige) regerende vorstenhuizen omvat; in 2013 verscheen het deel dat de derde afdeling omvat.
De genealogische functie van de almanak is in 1951 overgenomen door de reeks Genealogisches Handbuch des Adels (delen Fürstliche Häuser).